# Brunnkar See
Brunnkar See är en sjö i Österrike.   Den ligger i förbundslandet Kärnten, i den centrala delen av landet, 260 km sydväst om huvudstaden Wien. Brunnkar See ligger 2 513 meter över havet.
Trakten runt Brunnkar See består i huvudsak av gräsmarker. Runt Brunnkar See är det ganska glesbefolkat, med 29 invånare per kvadratkilometer.